# Макмафін
Макма́фін — вид сендвічів до сніданку, протягом майже півсторіччя пропонованого (лише на сніданок) відвідувачам міжнародної фаст-фуд мережі McDonald's. 
Першим і базовим був макмафін з яйцем, що став своєрідною альтернативою яйцям Бенедикт (англійський мафін, шинка, яйце, голландський соус).

## Опис страви
У США та Канаді стандартний макмафін традиційно складається зі скибочок шинки (канадський бекон) та американського сиру в поєднанні з підсмаженим на гридлі яйцем, якому надають круглої форми. Все це подають на англійському мафіні, який попередньо злегка підсмажують і змащують вершковим маслом.

## Історія
Рецепт сендвіча з яйцем від McDonald's у 1972 році вперше запропонував Герберт «Герб» Пітерсон (Санта-Барбара, Каліфорнія), власник франшизи McDonald's та великий шанувальник яєць Бенедикт. Надалі він ознайомив із новим рецептом тодішнього президента компанії Рея Крока, який вважав концепцію сендвічів до сніданку кроком до відкриття нового сегменту ринку. Перші офіційні продажі страви під назвою Яєчний Макмафін (the Egg McMuffin) почалися в Бельвіллі, Нью-Джерсі у тому ж 1972.

## Пов'язані події
- 2 березня у США відзначають Національний день Яєчного Макмафіна[5]